# Arbejderhjemmet Fredenshus
Arbejderhjemmet Fredenshus er et boligkompleks på Øster Allé 25 på Østerbro i København opført 1914-1915 af Foreningen til Lærlinges Uddannelse og tegnet af Søren Lemche. Murermester var Andreas Wildt.
Stiftelsen blev grundlagt 3. august 1895 af Foreningen til Lærlinges Uddannelse til alderdomshjem for værdigt trængende af arbejderklassen og lå oprindeligt i en bygning på Sortedam Dossering 49 i 5 stokværk, der var tegnet af Georg E.W. Møller. Denne bygning havde 94 lejligheder, hvoraf de 63 var friboliger og 2 boliger til modereret leje. Denne bygning blev revet ned i 1970'erne i forbindelse med Søringen-projektet.
Den nuværende bygning i fire etager i røde mursten på Øster Allé er et omkrent W-formet anlæg i nationalromantisk stil med forgård og består af fem bygningskroppe, som krones af mansardtag dækket med røde tegl. Detaljer er udført i granit.

## Ekstern henvisning
- Fredenhus' hjemmeside